# Pseudaugochlora erythrogaster
Pseudaugochlora erythrogaster is een vliesvleugelig insect uit de familie Halictidae. De wetenschappelijke naam van de soort is voor het eerst geldig gepubliceerd in 2008 door E. A. B. Almeida.